# 小二十・二十・十二面体
小二十・二十・十二面体（しょうにじゅう・にじゅう・じゅうにめんたい、Small icosicosidodecahedron）とは、一様多面体の一種である。正二十面体の面をばらして隙間を作り、三角形と頂点を接するよう正5/2角形を置き、三角形の面を「一つおき」に結ぶよう正六角形を置くことで得られる図形である。

## 性質
- 構成面: 正三角形20枚、正六角形20枚、正5/2角形12枚、計52枚
- 辺: 120
- 頂点: 60
- 頂点形状: 6, 5/2, 6, 3
- ワイソフ記号: 5/2 3 | 3
- 枠: 斜方二十・十二面体の正方形を縦横比{\displaystyle {\frac {1+{\sqrt {5}}}{2}}:1}の長方形に変更したもの。
- 双対: Small icosacronic hexecontahedron

## 同じ枠を持つ立体
- 大星型切頂十二面体
- 小二十・二十・十二面体
- 小二重三角十二・二十・十二面体
- 小十二・二十面体